# 비타민 결핍증
바이타민 결핍증(-缺乏症, Vitamin deficiency)은 비타민 부족으로 인해 발생하는 질병의 총칭이다.

## 같이 보기
- 영양실조
- 비타민